# Dau Bastos
Dau Bastos (Maceió, 1960) é escritor e professor de literatura brasileira.

## Biografia
Aos cinco anos de idade mudou-se com a família para a Fazenda Boaventura, no município alagoano de Boca da Mata.
Nessa cidadezinha, cursou o antigo primeiro grau.
Então se transferiu para o Colégio Marista da capital, onde fez a primeira série do segundo grau, que concluiu no Colégio São Bento de Olinda. Por essa época, ingressou no movimento estudantil e se integrou a um grupo de teatro de protesto. Também publicou seu primeiro texto, no jornal anarquista baiano O Inimigo do Rei.
Em 1978, passou para o curso de Psicologia da Universidade Católica de Recife e começou a representar a revista alternativa Rádice, da qual se tornou editor adjunto no ano seguinte, ao se mudar para o Rio de Janeiro.
Em 1981, assumiu a edição do jornal independente Luta & Prazer, que durou dois anos, com periodicidade mensal e colaboradores como Fernando Gabeira, Gustavo Bernardo, Herbert Daniel e Luiz Carlos Maciel.
Em 1984, publicou o romance Das trips, coração pela Editora Marco Zero, objeto de resenhas positivas no jornal Folha de S. Paulo e revistas IstoÉ e Veja, entre outros periódicos.
Passou um ano e meio entre a França e nos Estados Unidos da América, aperfeiçoando-se em francês e inglês, assim como escrevendo o romance Snif lançado em 1987 pela Marco Zero.
De volta ao Rio de Janeiro, retomou a atuação editorial, como revisor, copidesque, preparador de originais, ghost-writer, editor de textos, organizador de livros e tradutor.
Também redigiu duas dezenas de resenhas para O Globo e umas poucas crônicas para O Estado de S. Paulo.
Em 1990, publicou a novela juvenil O Ins nunca esteve tão alegre pela Editora FTD, considerada Altamente Recomendável pela Fundação Nacional do Livro Infantil e Juvenil.
No mesmo ano, ingressou no mestrado em Literatura Brasileira da UERJ, onde defendeu a dissertação "A prosa em riste: Céline e Felinto".
Paralelamente à vida acadêmica, continuou a produzir ficção, a exemplo das novelas juvenis Pompons e azeitonas pela editora Salamandra em 1993 e Só meu pai sente saudade pela FTD em 1996 – ambas merecedoras da menção de Altamente Recomendável da FNLIJ.
Também continuou a trabalhar no mercado editorial, onde foi agraciado com o prêmio de melhor tradução para jovem de 1994, pela FNLIJ, com a novela Kamô e a idéia do século, de Daniel Pennac, pela Editora Salamandra.
Em 1995, entrou para o doutorado em Literatura Comparada da UERJ, e fez doutorado-sanduíche na França. Sua tese Céline e a ruína do Velho Mundo foi publicada pela EdUERJ e premiada pela Associação Paulista de Críticos de Arte (APCA,) como melhor livro de ensaio de 2003.
Em 1999, publicou o misto de ensaio e ficção O fino da erva (Garamond).
Em 2000, deu aula de Literatura Brasileira na UERJ, de cuja editora foi supervisor até 2003, tendo cuidado de mais de cem livros e formado quarenta estudantes de Letras para atuar no mercado editorial.
Em parceria com Ivo Barbieri e Marcus Soares, elaborou o ensaio 500 anos de ficção, publicado na Brasiliana da Biblioteca Nacional, Nova Fronteira, ganhadora do Prêmio Jabuti de 2002.
De 2001 a 2003 fez recém-doutorado na UFRJ, onde passou a professor substituto.
Em 2005 obteve primeiro lugar em concurso para professor adjunto de Literatura Brasileira.
No mesmo ano, fez assistência de curadoria de Ivo Barbieri, no projeto Literatura Brasileira em Debate, do CCBB do Rio de Janeiro. E publicou o romance Clandestinos na América pela Editora Relume Dumará.
A biografia intelectual Machado de Assis – num recanto, um mundo inteiro, de sua autoria, foi publicada em 2008, pela Garamond.
Em 2009, lançou o romance Reima, pela Record.
Cinco anos depois, publicou o romance Mar Negro, pela Ponteio.

## Obra

### Romance
- Das trips, coração. Rio de Janeiro: Marco Zero, 1984.
- Snif. Rio de Janeiro: Marco Zero, 1987.
- Clandestinos na América. Rio de Janeiro: Relume Dumará, 2005.
- Reima. Rio de Janeiro: Record, 2009.
- Mar Negro. Rio de Janeiro: Ponteio, 2014.

### Novela infanto-juvenil
- O Ins nunca esteve tão alegre. São Paulo: FTD, 1990.
- Pompons e Azeitonas. Rio de Janeiro: Salamandra, 1993.
- Só meu pai sente saudade. São Paulo: FTD, 1996.

### Ensaio
- "500 anos de ficção". Em parceria com Ivo Barbieri e Marcus Vinícius Soares. In: Brasiliana da Biblioteca Nacional. Rio de Janeiro: Nova Fronteira, 2002.
- Céline e a ruina do Velho Mundo. Rio de Janeiro: EdUERJ, 2003.
- Machado de Assis – num recanto, um mundo inteiro. Rio de Janeiro: Biblioteca Nacional/Garamond, 2008.
- Luiz Costa Lima: uma obra em questão. Apresentação e organização. Rio de Janeiro: Garamond, 2010.

### Tradução
- O cinema segundo François Truffaut. Rio de Janeiro: Nova Fronteira: 1990.
- Kamô e a ideia do século, de Daniel Pennac. Rio de Janeiro: Salamandra, 1994.
- Kamô e a Agência Babel, de Daniel Pennac. Rio de Janeiro: Salamandra, 1994.
- O melhor de Oscar Wilde. Rio de Janeiro: Garamond, 2000.

### Edição
- Luta & Prazer. Jornal independente. Rio de Janeiro: 1981-1982.
- Fórum de Literatura Brasileira Contemporânea (www.forumdeliteratura.com). Rio de Janeiro: 2009-

### Dissertação de mestrado (UERJ)
- A prosa em riste: Céline e Felinto, 1994.

### Tese de doutorado (UERJ)
- Céline e a ruína do Velho Mundo, publicada pela EdUERJ, 2003.

### Prêmio
- Prêmio Monteiro Lobato por Kamô e a ideia do século. Melhor tradução. 1994
- Prêmio APCA por Céline e a ruína do velho mundo. Melhor livro de ensaio. 2003.